# Парнас (залізнична станція)
Парнас — станція Жовтневої залізниці на товарній Окружій лінії Ручьї — Парнас — Парголово.
Історично станція і її колійний розвиток були створені в 1930-х роках, коли була споруджена залізниця для розвантаження Ленінградського залізничного вузла.
Тут видобувався торф і були прокладені вузькоколійна лінія для доставки торфу з кар'єрів, які активно розроблялися в цьому районі до Другої Світової війни.
Після війни район прийшов в занепад і почав розвиватися як промзона в 1970-х роках, тоді і була побудована сучасна інфраструктура  .
 Електрифікована в 1973 році. Обслуговує тільки вантажний рух.
Від станції відходить декілька під'їзних колій, зокрема, на завод Балтика і до метродепо «Виборзьке».